# Henrik I av Braunschweig-Wolfenbüttel
Henrik I "den äldre" av Braunschweig-Wolfenbüttel, född 14 juni 1463, död 
23 juni 1514 i Leerort i Ostfriesland, hertig av Braunschweig-Lüneburg, furste av Braunschweig-Wolfenbüttel 1503–1514. Son till hertig Wilhelm II av Braunschweig-Wolfenbüttel (död 1503) och Elisabeth av Stolberg (död 1520/1522).

## Biografi
Hertig Henrik upptog redan 1487 jämte yngre brodern Erik styret i furstendömet Calenberg. Deras far Wilhelm gav dem 1491 även styret av furstendömet Braunschweig-Wolfenbüttel, och därtill några små grevskap. Efter detta delade de två bröderna upp territorierna mellan sig. Uppdelningsprocessen följde gammal welfisk tradition; Henrik, som var den äldre av de två, gjorde själva uppdelningen, och därefter fick den yngre Erik välja en av de två delarna. Erik valde Calenberg-Göttingen varför Henrik erhöll Braunschweig-Wolfenbüttel.
Henrik strävade efter total kontroll över städerna Braunschweig och Hannover och belägrade Braunschweig 1492. Tvistefrågan gällde jurisdiktion samt myntnings- och tullrättigheter, rättigheter som Henriks företrädare redan sålt till staden. Hanseatiska ligan gav staden Hildesheim rätten att bistå det belägrade Braunschweig, och Henrik tvingades fly. År 1494 nåddes dock en förlikning mellan Henrik och staden Braunschweig.
Hertig Henrik genomförde många fälttåg. Under den sachsiska fejden 1514–1517 anförde Henrik 1514 en här om 20 000 man mot ostfrisiske greve Edzard Cirksena. Vid belägringen av fästningen Leerort, som försvarades av blott ett fåtal bönder och soldater, träffades Henrik av en kanonkula så illa att den huvudskada han ådrog sig kort därefter krävde hans liv. Henriks trupper drog sig därefter ur Ostfriesland.
Henrik överlevdes av sex söner av vilka fyra inträdde i det andliga ståndet. Han avled 1514 till följd av en i strid förvärvad huvudskada, och efterträddes av sin 25-årige son hertig Henrik II.

## Äktenskap och barn
Henrik gifte sig 1 augusti 1486 med Katharina av Pommern (död 1526). Paret fick följande barn:
1. Johann
2. Christoph (1487–1558), biskop av Verden, ärkebiskop av Bremen 1511–1558
3. Katarina av Braunschweig-Wolfenbüttel (1488–1563), gift med hertig Magnus I av Sachsen-Lauenburg (död 1543)
4. Henrik II av Braunschweig-Wolfenbüttel (1489–1568), hertig av Braunschweig-Wolfenbüttel 1514–1568
5. Franz (1492–1529), biskop av Minden 1508–1529
6. Georg (1494–1566), ärkebiskop av Bremen 1561–1566
7. Erich (1500–1553, stupade)
8. Wilhelm (före 1514–1557)
9. Elisabeth (född före 1514), abbedissa av Steterburg